# Peribatodes illineata
Peribatodes illineata là một loài bướm đêm trong họ Geometridae.